# François de Curel
François de Curel (* 10. Juni 1854 in Metz; † 26. April 1928 in Paris) war ein französischer Schriftsteller und Mitglied der Académie française.

## Leben
François de Curel war der Sohn eines Kavallerieoffiziers aus altem Adel und einer Tochter der Industriellenfamilie de Wendel. Er besuchte das Jesuitenkolleg in Metz und von 1873 bis 1877 die Ingenieursuniversität Centrale in Paris, um die familieneigene Eisenhütte in Hayange zu übernehmen. Da die deutschen Behörden ihn (mit 23 Jahren) als zu jung ablehnten, orientierte er sich um und wandte sich der Schriftstellerei zu. Nach acht Jahren veröffentlichte er 1885 seinen ersten Roman, 1889 den zweiten. Darin erkannte der Rezensent Charles Maurras de Curels Begabung für das Theater und empfahl ihm, in dieses Fach zu wechseln. So begann 1892 seine 35 Jahre währende Karriere als Theaterschriftsteller, die ihm 1918 die Wahl in die Académie française (Sitz Nr. 12) einbrachte. Er starb 1928 im Alter von 73 Jahren. In Metz ist eine Straße nach ihm benannt.
Das de Curel eigene Genre war das Ideendrama (auch: Thesenstück), in dem philosophische und moralische Probleme wie Industrialisierung, medizinischer Fortschritt, religiöse Berufung, Atheismus, Genialität und Wirkung, Illusion der Liebe, eheliche Treue oder Verkraften von Misserfolg naturalistisch abgehandelt wurden.

## Werke (Auswahl)
- L’invitée. 1893.
  - Die Wiederkehr. Schauspiel in drei Akten. Berlin 1895.
- Théâtre complet. 6 Bde. Crès, Paris 1919–1924.
  - 1. La danse devant le miroir. La figurante.
  - 2. L'envers d'une sainte. Les fossiles.
  - 3. L'invitée. La nouvelle idole.
  - 4. Le repas du lion. La fille sauvage.
  - 5. Le coup d’aile. L’âme en folie.
  - 6. La comédie du génie. L’ivresse du sage.

### Monographien
- Édith Braunstein: François de Curel et le théâtre d'idées. Droz, Genf 1962.
- Gerhard Gänssle: Die Einflüsse von Darwin und Nietzsche auf François de Curel. Dissertation Würzburg 1953.
- Ernest Pronier: La vie et l'œuvre de François de Curel. Étude dramatique, sociale et littéraire. Éditions de la Nouvelle révue critique, Paris 1934. (Dissertation Genf 1933)
- Kurt Richter: François de Curel. Ein Beitrag zur französischen dramatischen Literatur um die Jahrhundertwende. Grimma 1934. (Dissertation Leipzig 1934)
- Karl Weller (1896–1976): François de Curel, ein moderner Dramatiker. Langensalza 1921. (Dissertation Zürich 1921)

### Handbuchliteratur
- Pierre-Georges Castex und Paul Surer: Manuel des études littéraires françaises. 2 Bde. Hachette, Paris 1954, S. 963.
- Eduard von Jan: Französische Literaturgeschichte. Quelle und Meyer, Heidelberg 1962, S. 337.
- Gustave Lanson und Paul Tuffrau: Manuel illustré d‘histoire de la littérature française. Hachette, Paris 1953, S. 748–749.